# Jessica Ashwood
Jessica Ashwood est une nageuse australienne, née le 28 avril 1993. Elle a participé aux Jeux olympiques de 2012 et a remporté une médaille mondiale en 2015 sur 400 mètres nage libre.

## Carrière
Spécialisée sur les longues distances, elle est appelée pour sa première compétition internationale en 2011 à l'occasion des Championnats du monde, où elle ne parvient pas à se qualifier pour la finale du 1500 mètres. En 2012, arrivée en deuxième position du 800 mètres du Championnat d'Australie, elle obtient son billet pour les Jeux olympiques de Londres alors âgée de 18 ans. Lors des Championnats du monde 2015, elle monte sur son premier podium à ce niveau avec une médaille de bronze sur le 400 mètres nage libre.

## Palmarès

### Championnats du monde

#### En grand bassin
- Championnats du monde 2015 à Kazan (Russie) :
  -  Médaille de bronze du 400 m nage libre.